# يونينا ليوسدوتير
يونينا ليوسدوتير (بالآيسلندية: Jónína Leósdóttir)‏ ولدت في 16 مايو 1954، هي روائية وكاتبة مسرحية وصحفية سابقة مثلية الجنس آيسلندية، وهي زوجة رئيسة وزراء أيسلندا من عام 2009 حتى عام 2013 يوهانا سيغورذاردوتير. ألَّفت يونينا عشرات المسرحيات، وأحد عشر رواية، وسيرتين، ومجموعة من المقالات كتبتها في الأصل لمجلة نسائية. وقد ترجمت كتبها إلى عدة لغات. وهي متزوجة من رئيسة الوزراء الأيسلندية السابقة يوهانا سيغورذاردوتير، أول سياسي يتولى منصب رئيس للحكومة يعلن عن مثليته الجنسية في التاريخ الحديث. كانتا من أوائل الأزواج المثليين في أيسلندا (في عام 2010، بعد دخول القانون حيز التنفيذ بوقت قصير، وبينما كانت يوهانا في منصب رئاسة الوزراء). وحتى عام 2015، كانت يونينا الشخص الوحيد الذي كان الزوج من نفس الجنس لرئيس حكومة في المنصب (لم يتزوج رئيس وزراء بلجيكيا سابقا إليو دي روبو، في حين لم يتمكن رئيس وزراء لكسمبورغ الحالي كزافييه بيتل من الزواج قانونيا حتى 1 يناير 2015). وقد إلتقتا في عام 1983.
كتبت كتابها الأول، «سندور أوغ سامان» (باللغة الآيسلندية: Sundur og saman؛ باللغة العربية: لاحقا) في عام 1993. كان الكتاب عن طفل طلق والديه. وقد كتبت كتابًا عن علاقتها مع رئيسة الوزراء السابقة يوهانا سيغورذاردوتير. وهي تحمل شهادة بكالوريوس في اللغة الإنجليزية والآداب من جامعة آيسلندا.

## وصلات خارجية
- صفحة يونينا ليوسدوتير الشخصية (بالإنجليزية)
- صفحة يونينا ليوسدوتير على موقع الرابطة الآيسلندية للكُتّاب المسرحيين وكُتّاب السيناريو (بالآيسلندية)
- مقابلة يونينا ليوسدوتير في صحيفة «ديلي تلغراف» (بالإنجليزية)
- مقابلة يونينا ليوسدوتير على صحيفة «إل باييس» (بالإسبانية)
- مقابلة يونينا ليوسدوتير على صحيفة «ذا تايمز» (بالإنجليزية)